# Roman für alle
Roman für alle ist eine deutschsprachige literarische Buchreihe mit deutscher und internationaler Literatur in deutschen Übersetzungen, die im Verlag der Nation, dem 1948 in Ost-Berlin gegründeten Parteiverlag der National-Demokratischen Partei Deutschlands, erschien. Die Taschenbuchreihe erschien seit 1952. Sie umfasst ca. 300 Bände, ein Teil davon sind Doppelbände. Die Reihe enthält auch viele ins Deutsche übersetzte Werke aus den Ländern des ehemaligen Ostblocks, insbesondere Übersetzungen mittel- und osteuropäischer Autoren.
Die folgende Übersicht erhebt keinen Anspruch auf Aktualität oder Vollständigkeit:

## Bände (Auswahl)
- 1 Arnold Zweig: Junge Frau von 1914.
- 2 Guy de Maupassant: Ein Leben.
- 3 Stendhal: Rot und Schwarz.
- 4 Heinrich Mann: Professor Unrat.
- 5 Alexander Tschakowski: Friedliche Tage.
- 6 Gustave Flaubert: Madame Bovary.
- 7 Johannes Tralow: Boykott (später Das Mädchen von der grünen Insel).
- 8 Eliza Orzeszkowa: Der Njemenfischer.
- 9 Hermann Schreiber: Sturz in die Nacht.
- 10 Konstantin Fedin: Städte und Jahre.
- 11 Oskar Maria Graf: Unruhe um einen Friedfertigen.
- 12 Iwan Turgenjew: Vorabend.
- 13 Anna Seghers: Transit.
- 14 Pavel Bojar: Dämmerblaue Jahre.
- 15 Multatuli: Max Havelaar.
- 16 Karl Jakob Hirsch: Damals in Deutschland.
- 17 Anatoli Naumowitsch Rybakow: Menschen am Steuer.
- 18 Friedrich Wolf: Menetekel oder die fliegenden Untertassen.
- 19 Michail Jurjewitsch Lermontow: Ein Held unserer Zeit.
- 20 Roman Kim: Die Spur des Tigers.
- 21 Leo Binder: Unruhe in Sosa.
- 22 Howard Fast: Straße zur Freiheit.
- 23 Josef Likstanow: Der grüne Stein.
- 24 Antonio Fogazzaro: Sora Luisa.
- 25 Fjodor Kandyba: Heiße Erde.
- 26 Öivind Bolstad: Der Profitör.
- 27 Wolfgang Joho: Jeanne Peyrouton.
- 28 Egon Erwin Kisch: Landung in Australien.
- 29 Victor Hugo: Der lachende Mann.
- 30 Louis Aragon: Die Glocken von Basel.
- 31 Konstantin Simonow: Tage und Nächte.
- 32 Stendhal: Die Kartause von Parma.
- 33 Hermann Schreiber: Die Glut im Rücken.
- 34 Frank J. Hardy: Macht ohne Ruhm.
- 35 Theodor Fontane: Effi Briest.
- 36 Charles Dickens: Oliver Twist.
- 37 Gottfried Keller: Die Leute von Seldwyla.
- 38 Selma Lagerlöf: Gösta Berling.
- 39 Friedrich Gerstäcker: Gold.
- 40 Giovanni Boccaccio: Der Nonnengärtner und andere Geschichten aus dem Decamerone.
- 41 Kurt Arnold Findeisen: Der Sohn der Wälder.
- 42 Theodor Fontane: Unterm Birnbaum.
- 43 Jan Drda: Das Städtchen Gotteshand.
- 44 Honoré de Balzac: Eugenie Grandet.
- 45 Jens Peter Jacobsen: Niels Lyhne.
- 46 Paul Vialar: Die Seerose. Enthält auch: Zwei Fotos des Autors, u. a. mit Frau und Kindern.
- 47 Wilhelm von Polenz: Der Büttnerbauer.
- 48 E.T.A. Hoffmann: Das Fräulein von Scuderi; Die Marquise de la Pivardière.
- 49, 135/136 Émile Zola: Die Sünde des Abbé Mouret.
- 50 Fjodor M. Dostojewski: Der Spieler.
- 51 Ludwig Anzengruber: Der Sternsteinhof.
- 52 Otto Ludwig: Zwischen Himmel und Erde.
- 53 Eric Ambler: Alarm in Mailand.
- 54 Émile Zola: Der Totschläger.
- 58 Günter Weisenborn: Die Furie.
- 62 Sinclair Lewis: Benzinstation.
- 63 Wilhelm Schäfer: Der Hauptmann von Köpenick.
- 64 Jules Verne: Reise um die Erde in 80 Tagen.
- 65 Hermann Schreiber: Einbruch ins Paradies. Bemerkung: Enthält nur drei Blatt.
- 66 Heinrich von Kleist: Die Marquise von O... und andere Novellen.
- 67 Jules Verne: 20 000 Meilen unter dem Meeresspiegel.
- 68 Erskine Caldwell: Ein heißer Tag.
- 69 Walter Tremmin: Die Hornsriff fährt geheim.
- 70 Karl Georg Egel / Paul Wiens: Genesung.
- 71 Honoré de Balzac: Die Frau von dreißig Jahren.
- 72 Kurt Sandner: Nacht ohne Gnade.
- 73 Karl Theodor Lysander: Der Mann, der alles halb tat.
- 74 Hans von Oettingen: Kleines Hotel mit Herz.
- 75 Aksel Lindström: Kanuk, der Sohn der Winde.
- 76 Iwan Kratt: Menschen unterm Nordlicht.
- 77 Heinz Leske: An Bord war der weiße Tod.
- 78 Rudolf Fischer: Martin Hoop IV.
- 79 Helmut Hauptmann: Die Karriere des Hans Dietrich Borssdorf alias Jakow.
- 80 Gottfried Keller: Das Sinngedicht.
- 81 Eugen Wojewodin / Eduard Taluntis: Die feste Legierung.
- 82 Bernt Karger-Decker: Da hielt die Welt den Atem an.
- 83 Jenö Heltai: Der Jaguar.
- 84 Michail Scholochow: Flimmernde Steppe.
- 85 Theodor Fontane: Frau Jenny Treibel.
- 86 Theo Harych: Im Namen des Volkes.
- 87 Alexander von Humboldt: Tagebuch vom Orinoko.
- 88 Herbert Jobst: Der Findling.
- 89 Hans Schomburgk: Pulsschlag der Wildnis.
- 90 Charles Dickens: Weihnachtserzählungen.
- 91 Jan Otčenášek: Romeo und Julia und die Finsternis.
- 92 Wilhelm Busch: Die fromme Helene und andere Bildergeschichten.
- 93 Heinrich Mann: Ein ernstes Leben.
- 94 Anton Tammsaare: Satan mit gefälschtem Pass.
- 95 Leo Tolstoi: Die Kreutzersonate; Eheglück.
- 96 Rolf Guddat: Gestalten im Zwielicht.
- 97 Bolesław Prus: Angelika.
- 98 Jack London: König Alkohol.
- 99 Michail Shestew: Der goldene Ring.
- 100 Herbert Jobst: Der Zögling.
- 101/102 Helmut Meyer: Herz des Spartakus.
- 103 Charlotte Thomas: Der Tanz um das Gold.
- 104/105 Lion Feuchtwanger: Die Brüder Lautensack.
- 106 Elsa Triolet: Rosen auf Abzahlung.
- 107 Elfriede Brüning: Rom hauptpostlagernd.
- 108/109 Rudolf Jasík: Die Liebenden vom St.-Elisabeth-Platz.
- 110 Konstantin Paustowski: Nordische Novelle.
- 111/112 Rudolf Petershagen: Gewissen in Aufruhr.
- 113 Eliza Orzeszkowa: Die Hexe.
- 114 Eduard Claudius: Die Nacht des Käuzchens.
- 115 Vera Inber: Der Platz an der Sonne.
- 116 Lisandro Otero: Rebellion im Paradies.
- 117/118 Wilhelm Busch: Der heilige Antonius von Padua; Tobias Knopp.
- 119 Heinrich von Kleist: Michael Kohlhaas.
- 120/121 Günther Deicke (Hrsg.): Die Liebe fängt erst an. Gedichte aus unseren Tagen.
- 122 Gábor Thurzó: Attentat im Morgengrauen.
- 123 Wera Panowa: Mit 17 ist man jung.
- 124/125 Wolfgang Gans zu Putlitz: Unterwegs nach Deutschland.
- 126 Walter Basan: Adieu Danielle.
- 127 Ivan Olbracht: Es war einmal...
- 128 Conrad Ferdinand Meyer: Die Versuchung des Pescara.
- 129/130 Theodor Storm: Novellen der Liebe.
- 131 Alexej Nikolajewitsch Tolstoi: Herz auf der Waage.
- 132 W. K. Schweickert: Frauen wollen erobert werden.
- 133 Walter Basan: Geliebte Feindin.
- 134 Karl-Heinz Jakobs: Beschreibung eines Sommers.
- 137/138 Ruth Kraft: Insel ohne Leuchtfeuer I.
- 141 Iwan Turgenjew: Frühlingswogen; Ein König Lear der Steppe.
- 142 Jurij Brězan: Eine Liebesgeschichte.
- 143 Günter Braun / Johanna Braun: Eva und der neue Adam.
- 145/146 Alexander Kuprin: Das Duell.
- 147 Mihail Sadoveanu: Nechifor Lipans Weib.
- 148 Theodor Fontane: Die Poggenpuhls.
- 149 Zsigmond Móricz: An einem schwülen Sommertag.
- 150/151 Dinah Nelken: Geständnis einer Leidenschaft
- 152/153 Alphonse Daudet: Seine Exzellenz der Herr Minister.
- 154 Klaus Herrmann: Die ägyptische Hochzeit.
- 155 Jack London: Wolfsblut.
- 156 Herbert Jobst: Der Vagabund.
- 157/158 Stefan Heym: Der Fall Glasenapp.
- 159 Eliza Orzeszkowa: Die Hochwohlgeborenen.
- 160/161 Ehm Welk: Mutafo-das ist das Ding, das durch den Wind geht.
- 162/163 Rolf Guddat: Für jeden kommt der Tag.
- 164 Konstantin Simonow: Kriegstagebuch 1941–1945.
- 165 Joachim Specht: Australisches Abenteuer.
- 166/167 Charles de Coster: Die Hochzeitsreise.
- 169/170 Manfred von Brauchitsch: Ohne Kampf kein Sieg.
- 171 Ladislav Grosman: Der Laden auf dem Korso.
- 172/173 Karel Fabián: Der Mörder erscheint in der Dämmerung.
- 174/175 Friedrich Ring: Stabsarzt Dr. Lauterbach.
- 176/177 Bodo Uhse: Söldner und Soldat.
- 178 Wladimir Bogomolow: Iwans Kindheit; Zosia.
- 179 Emil Koraloff: Perunika.
- 180 Günter Hofé: Monolog in der Hölle.
- 181 Klaus Herrmann: Der Abschied.
- 182/183 Kurt Arnold Findeisen: Der goldene Reiter.
- 184 Jutta Hecker: Traum der ewigen Schönheit.
- 185/186 František Kafka: Das Geheimnis der Emulsion.
- 187/188 Klaus Herrmann: Die Zauberin von Ravenna.
- 189 Joachim Specht: Jemenitisches Abenteuer.
- 190/191 Erich Kästner: Da samma wieda!
- 192 Boris Lawrenjow: Novellen der Leidenschaft.
- 193 Wassil Bykow: Eine Alpenballade.
- 194/195 Karel Fabián: Das fliegende Pferd.
- 196/197 Camille Lemonnier: Irrweg einer Liebe.
- 198/199 Max Großmann: Weißes Gold.
- 200 Willi Bredel: Der Sonderführer.
- 201 Jurij Brězan: Reise nach Krakau.
- 202 Tschingis Aitmatow: Djamila; Das Kamelauge.
- 203 Imre Dobozy: Der Korporal.
- 204/205 Heinrich Mann: Liebesspiele.
- 206 Imre Dobozy: Dienstag, Mittwoch, Donnerstag.
- 207 Marietta Schaginjan: Abenteuer einer Dame.
- 208 Valentin Katajew: Die Hochstapler.
- 210 Mihail Sadoveanu: Das Liebeslied und andere Novellen.
- 211 Alexander Malyschkin: Der Fall von Daïr.
- 212 Alexander Grin: Die goldene Kette.
- 213 Wsewolod Iwanow: Panzerzug 14–69.
- 214 Sinowi Jurjew: Die Puppe in der Milchkanne.
- 215 Panait Istrati: Kyra Kyralina.
- 216 Iwan Bunin: Der Herr aus San Francisco.
- 217/218 Tamás Bárány: Die Wendeltreppe.
- 219/220 Wjatscheslaw Schischkow: Taiga.
- 221 Richard Christ: Immer fehlt was.
- 222 Boris Wassiljew: Im Morgengrauen ist es noch still.
- 223/224 Leonid Nikolajewitsch Andrejew: Der Gouverneur.
- 225/226 Janko Jesenský: Tausch der Ehepartner.
- 227/228 Maxim Gorki: Das Ehepaar Orlow.
- 229 Lew Tolstoi: Sewastopoler Erzählungen.
- 230/231 Alexander Kuprin: Die Nachtviole.
- 232 Maria Dąbrowska: Nacht über der Erde.
- 233/234 Michail Scholochow: Sturm über der Steppe.
- 235 Karel Houba: Der Unfall.
- 236/237 Anton Tschechow: Die Dame mit dem Hündchen.
- 238/239 Zsigmond Móricz: Das Rindvieh mit dem Adelsbrief.
- 240/241 Tschingis Aitmatow: Der weiße Dampfer.
- 242/243 Jenö J. Tersánszky: Die Legende vom Hasengulasch.
- 244/245 Lydia Sejfullina: Der Ausreißer.
- 246 Isaak Babel: Die Reiterarmee.
- 247/248 Wladimir Korolenko: Makars Traum.
- 250 Gyula Fekete: Der Tod des Arztes.
- 251/252 Walter Kaufmann: Am Kai der Hoffnung.
- 253 Gottfried Keller: Der Landvogt von Greifensee.
- 254/255 Michail Sostschenko: Eine schreckliche Nacht.
- 256/257 Leonid Leonow: Die weiße Nacht.
- 258/259 Maxim Gorki: Verlorene Menschen.
- 260/261 Konstantin Petkanow: Die Haiduken.
- 262/263 Oldřich Daněk: Mord in Olmütz.
- 264/265 Wladimir Tendrjakow: Drei Sack Abfallweizen.
- 266/267 Fritz Hofmann: Die Erbschaft des Generals.
- 268/269 Fasil Iskander: Das Sternbild des Ziegentur.
- 270/271 Conrad Ferdinand Meyer: Angela Borgia.
- 272/273 Jaroslav Hasek: Böhmische Küche.
- 274/275 Anna Seghers: Das Argonautenschiff.
- 276/277 Herbert Jobst: Tapetenwechsel.
- 278/279 Stefan Żeromski: Der getreue Strom.
- 280/281 Helmut H. Schulz: Jahre mit Camilla.
- 282/283 Alexander Alexandrowitsch Fadejew: Die Neunzehn.
- 284/285 Jochen Hauser: Als Kutte noch Jack London war.
- 286/287 Tamás Bárány: Der Richter.
- 288/289 Friedrich Wolf: Der Russenpelz.
- 290/291 Fjodor Abramow: Pelageja.
- 292/293 Conrad Ferdinand Meyer: Gustav Adolfs Page und andere Novellen.
- 294/295 Jean Villain: Damals in Allenwinden.
- 296/297 Alexej Nikolajewitsch Tolstoi: Nikitas Kindheit.
- 298/299 Walter Kaufmann: Stimmen im Sturm.
- 304/305 Michail Bulgakow: Eine Teufeliade.